# Lloyd Spooner
Lloyd Spooner (n. 6 octombrie 1884, Tacoma, Washington, SUA – d. 20 decembrie 1966, Zephyrhills⁠(d), Florida, SUA) a fost un trăgător de tir ce a reprezentat Statele Unite ale Americii, medaliat olimpic. A participat la o ediție a Jocurilor Olimpice (1920) în care a câștigat 4 medalii de aur, o medalie de argint și două medalii de bronz.